# 引ク押スシリーズ
引ク押スシリーズ（ひクおスシリーズ）は、インテリジェントシステムズが開発し、任天堂が発売したアクションパズルゲームシリーズ。2011年10月5日発売の『引ク押ス』（ひクおス）を第1作目とし、4作品が発売されている。

## 概要
主人公のキャラクター「マロ」を操作してステージ内のブロックを引いたり押したりしながら足場を作りゴール地点に到達することを目指す。後述のようにタイトルやシステムは作品ごとに異なるものの登場キャラクターは共通しており、全4作品を総じて「『引ク押ス』シリーズ」と呼称している。
各作品では、オリジナルのステージを作成するモードがある。完成したステージはQRコードに変換でき、これを読み込むことで他のゲーム機の同ソフト内でもプレイ可能となる。

## シリーズ作品
引ク押ス（ひクおス）
発売日：2011年10月5日、対応機種：ニンテンドー3DS
画面奥の引き出しのようなブロックを押し引きする。
引ク落ツ（ひクおツ）
発売日：2012年10月31日、対応機種：ニンテンドー3DS
積み上がったブロックの下部分を押し引きし空洞になると上方のブロックが落下する。
引ク押ス ワールド（ひクおス ワールド）
発売日：2014年6月19日、対応機種：Wii U
『引ク押ス』と同様のシステムだが、新たな仕掛けが追加されている。
引ク出ス ヒッパランド（ひクだス ヒッパランド）
発売日：2015年5月13日、対応機種：ニンテンドー3DS
ステージ中央に固定されたブロックの前後左右からブロックを引き出す。

## 登場キャラクター
マロ
相撲のまわしのようなものを身につけた男の子。シリーズの主人公。心優しい性格の一方で慌て者な一面もある。大きなブロックを動かす強い力を持っている。
おじいさん
白ひげを蓄えた老人。子供たちに遊んでもらうための遊具「ヒクオス」「ヒクオツ」を制作する。
コロン
赤い帽子をかぶった子供。『引ク押ス』では「ヒクオス」の中に他の子供たちを閉じ込める悪戯をしていたが、後に改心し、おじいさんの弟子になる。
ポピー
青緑色の帽子を被り赤いスカーフを巻いた女の子。おじいさんの孫娘。鳥が大好きで、初登場の『引ク落ツ』では鳥の群れにより吊られた「トリ気球」に乗ってやってくる。